# 歐震
歐震（1899年1月3日—1969年2月13日），字雨辰。 廣東省曲江縣龍歸鄉甘棠村人，曾任國民革命軍第四軍軍長。

## 生平
1913入韶關中學堂就讀，畢業後投筆從戎。1924年於粵軍講武堂畢，入粵軍任排、連長等職。1925年任第四軍第十二師三十六團第三營營長。1927年任第十一軍第二十四師第七十一團團長，12月23日調任第四軍教導第一師副師長。
1928年9日21日第四軍縮編為第四師，歐震任第十旅副旅長，1930年任第十二師三十六團團長，1932年任第四軍第九十師師長。1934年入廬山軍官訓練團受訓，1935年4月晉升少將。1936年1月授予四等寶鼎勳章，10月晉升中將，11月獲四等雲麾勳章。1938年第四軍軍長吳奇偉調任第九集團軍總司令，四軍軍長由歐震代替。
1941年率第四軍參與第二次長沙會戰，戰後因作戰有功授勳青天白日勳章。1942年1月16日兼任第二十七集團軍總司令，12月入陸軍大學特別班第八期受訓。1947年任陸軍總司令部徐州司令部第三兵團司令官，1969年2月13日於台北市去逝，2月25日總統府追晉將軍爲陸軍二級上將，5月23日明令褒揚，褒揚令內容如下：
|  | 陸軍二級上將歐震，夙習韜鈐，久經戰陣，自與討陳逆炯明之役以來，北伐、剿匪、抗戰、戡亂、無役不從，歷任師長、軍長、集團軍總司令、兵團司令官、編練司令官、廣州綏靖公署副主任、海南防衛副總司令等職。安內攘外，屢著勛勞，茲聞逝世，軫悼良深，應令明令褒揚，以示政府篤念耆勛之至意。 |

### 書籍
- . 亞太政治哲學文化出版有限公司. 2017. ISBN 9789869373937.